# Unterstinkenbrunn
Unterstinkenbrunn är en ort och kommun i Österrike. Den ligger i distriktet Mistelbach i förbundslandet Niederösterreich, 50 km norr om huvudstaden Wien. 